# Кравець Андрій Миколайович (учасник національно-визвольних змагань)
Андрій Миколайович Кравець (21 березня 1943, с. Росохач, нині Україна — 11 вересня 1996, с. Росохач, Україна) — український учасник національно-визвольних змагань, політв'язень. Орден «За мужність» I ступеня (2006).

## Життєпис
Закінчив 7 класів. Працював в колгоспі.
Заарештований 11 квітня 1973 року ОГ УКДБ в Тернопільській области. Член підпільної патріотичної Росохацької групи, яка в ніч з 21 на 22 січня 1973 року розвісила в м. Чорткові українські національні прапори і розклеїла антирадянські листівки на честь 55-ї річниці проголошення незалежності УНР.  Засуджений 24 вересня 1973 року Тернопільським обласним судом в закритому засіданні на 3 роки таборів суворого режиму і 2 роки заслання. Звільнений 1978 року, згодом реабілітований.
Працював в зональній ремонтно-будівельній дільниці в м. Чорткові.
Член «Меморіалу» (1988), Української Гельсинської спілки, Народного руху України.
Про членів Росохацької підпільної організації Харківською правозахисною групою видана книжка «Юнаки з огненної печі», відзнято документальні фільми «Прапори» (2018) та «Росохацька група» (2023).
26 січня 2012 року на фасаді Чортківського гуманітарно-педагогічного фахового коледжу імені Олександра Барвінського відкрито меморіальну таблицю з написом: «На цьому будинку Чортківського педагогічного училища в ніч з 21 на 22 січня 1973 року члени Росохацької патріотичної організації (Вітів П.І., Винничук П.М., Кравець А.М., Лисий М.С., Мармус М.В., Сапеляк С.Є., Слободян М.В.) під керівництвом Володимира Мармуса встановили національний прапор України і політичні прокламації до 55-х роковин проголошення незалежності УНР та в протест проти репресій комуністичної диктатури. Слава Україні! Героям Слава!».